# خوسيه فرناندو كوادرادو
خوسيه فرناندو كوادرادو (بالإسبانية: José Fernando Cuadrado)‏ (و. 1985  م) هو لاعب كرة قدم، من كولومبيا، ولد في توربو، يلعب كحارس مرمى.

## روابط خارجية
- خوسيه فرناندو كوادرادو على موقع الاتحاد الدولي (مؤرشف)  (الإنجليزية)
- خوسيه فرناندو كوادرادو على موقع قاعدة بيانات كرة القدم.إي يو (الإنجليزية)
- خوسيه فرناندو كوادرادو على موقع ناشيونال فوتبول تيمز (الإنجليزية)
- خوسيه فرناندو كوادرادو على موقع Soccerway.com (الإنجليزية)
- خوسيه فرناندو كوادرادو على موقع AS.com (الإسبانية)